# Hilda Montalba
Hilda Montalba (Anglaterra, 1845— Venècia, 1919) fou una pintora i escultora anglesa.
Hilda Montalba va néixer a Anglaterra el 3 de desembre de 1845. Era una de les quatre filles de l'artista suec Anthony Rubens Montalba i Emeline Davies. El cens britànic de 1871 mostra Anthony Montalba vivint a Notting Hill, Londres, amb quatre filles, totes artistes. Més endavant es traslladarien a Venècia, on Hilda va viure fins al final de la seva vida.

## Carrera
Tant Hilda com les seves tres germanes van assolir una gran reputació com a artistes. Hilda Montalba va exposar habitualment a la Royal Academy Summer Exhibition durant la dècada de 1870, a la Royal Society of British Artists, al Royal Glasgow Institute of the Fine Arts i a la Society of Women Artists.

Hilda va pintar molts temes paisatgístics, incloses escenes de Venècia. També va pintar vaixells de pesca i estudis detallats de persones venecianes. Un exemple notable del seu treball és una pintura que ara es troba a la Graves Art Gallery de Sheffield, Noi descarregant un vaixell venecià del mercat.

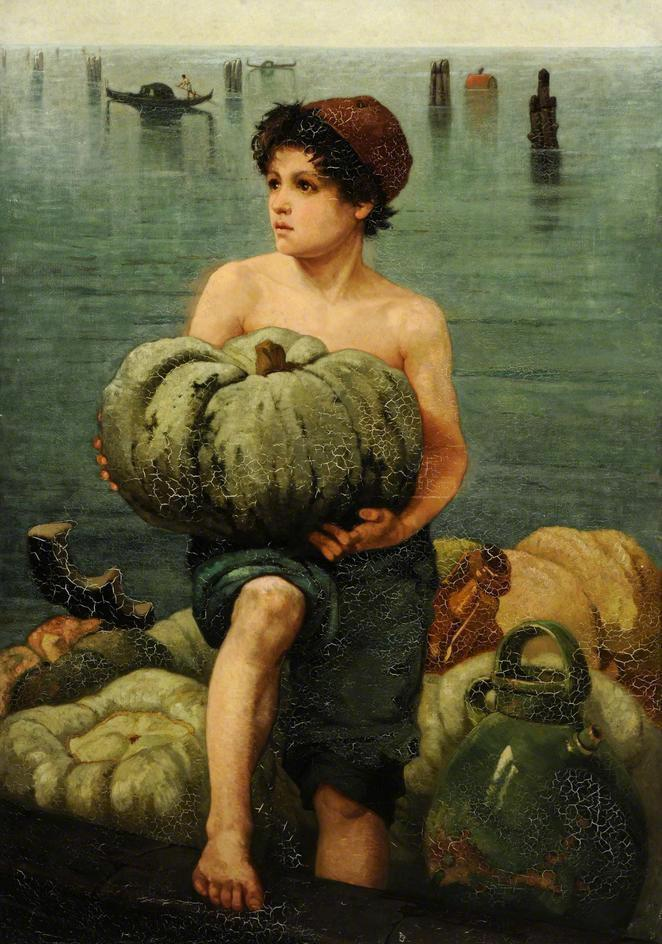
Noi descarregant un vaixell venecià del mercat, d'Hilda Montalba

Entre 1883 i 1890 va exposar diverses obres a la galeria Grosvenor al carrer Bond Street, inicialment escultures, més tard pintures de Venècia, com la Boira veneciana, exposades el 1890. Va exposar la seva obra al Woman's Building a la World Columbian Exposition de 1893 a la ciutat de Chicago a l'estat d'Illinois.
Tres dels seus olis es troben a col·leccions públiques, en concret al museu de la ciutat de Sheffield i al National Trust.